# Vinh Quang, thành phố Kon Tum
Vinh Quang là một xã thuộc thành phố Kon Tum, tỉnh Kon Tum, Việt Nam.

## Địa lý
Xã Vinh Quang nằm ở phía phía tây bắc thành phố Kon Tum, cách trung tâm thành phố 3 km, nằm trên trục Quốc lộ 14, Tỉnh lộ 675 và Tỉnh lộ 666 (cũ), có vị trí địa lý:
- Phía đông giáp phường Quang Trung
- Phía tây giáp xã Ngọk Bay
- Phía nam giáp phường Nguyễn Trãi và xã Đoàn Kết
- Phía bắc giáp phường Ngô Mây và huyện Đăk Hà.

Xã Vinh Quang có diện tích 10,56 km², dân số năm 2020 là 10.475 người, mật độ dân số đạt 992 người/km².

## Hành chính
Xã Vinh Quang được chia thành 6 thôn: Kon Rơ Bang 1, Kon Rơ Bang 2, Phương Quý 1, Phương Quý 2, Trung Thành, Kon Hơ Ngo Kơtu.

## Lịch sử
Ngày 3 tháng 9 năm 1998, Chính phủ ban hành Nghị định số 69/1998/NĐ-CP về việc điều chỉnh 274 ha diện tích tự nhiên và 4.056 nhân khẩu của xã Vinh Quang về phường Quang Trung.
Sau khi điều chỉnh địa giới hành chính, xã Vinh Quang có 2.726 ha diện tích tự nhiên và 7.402 nhân khẩu.
Ngày 8 tháng 1 năm 2004, Chính phủ ban hành Nghị định 13/2004/NĐ-CP về việc thành lập phường Ngô Mây trên cơ sở 550 ha diện tích tự nhiên và 4.035 nhân khẩu của xã Vinh Quang.
Sau khi thành lập phường Ngô Mây, xã Vinh Quang còn lại 2.176 ha diện tích tự nhiên và 5.945 nhân khẩu.
Ngày 10 tháng 4 năm 2009, Chính phủ ban hành Nghị định 15/NĐ-CP về việc thành lập thành phố Kon Tum thuộc tỉnh Kon Tum. Xã Vinh Quang trực thuộc thành phố Kon Tum.
Ngày 20 tháng 12 năm 2013, Chính phủ ban hành Nghị quyết số 126/NQ-CP về việc điều chỉnh 1.098,43 ha diện tích tự nhiên và 1.628 nhân khẩu của xã Vinh Quang để phường Ngô Mây quản lý.
Sau khi điều chỉnh địa giới hành chính, xã Vinh Quang còn lại 1.041,62 ha diện tích tự nhiên và 9.059 nhân khẩu.